# Operacja 1001-Frombork

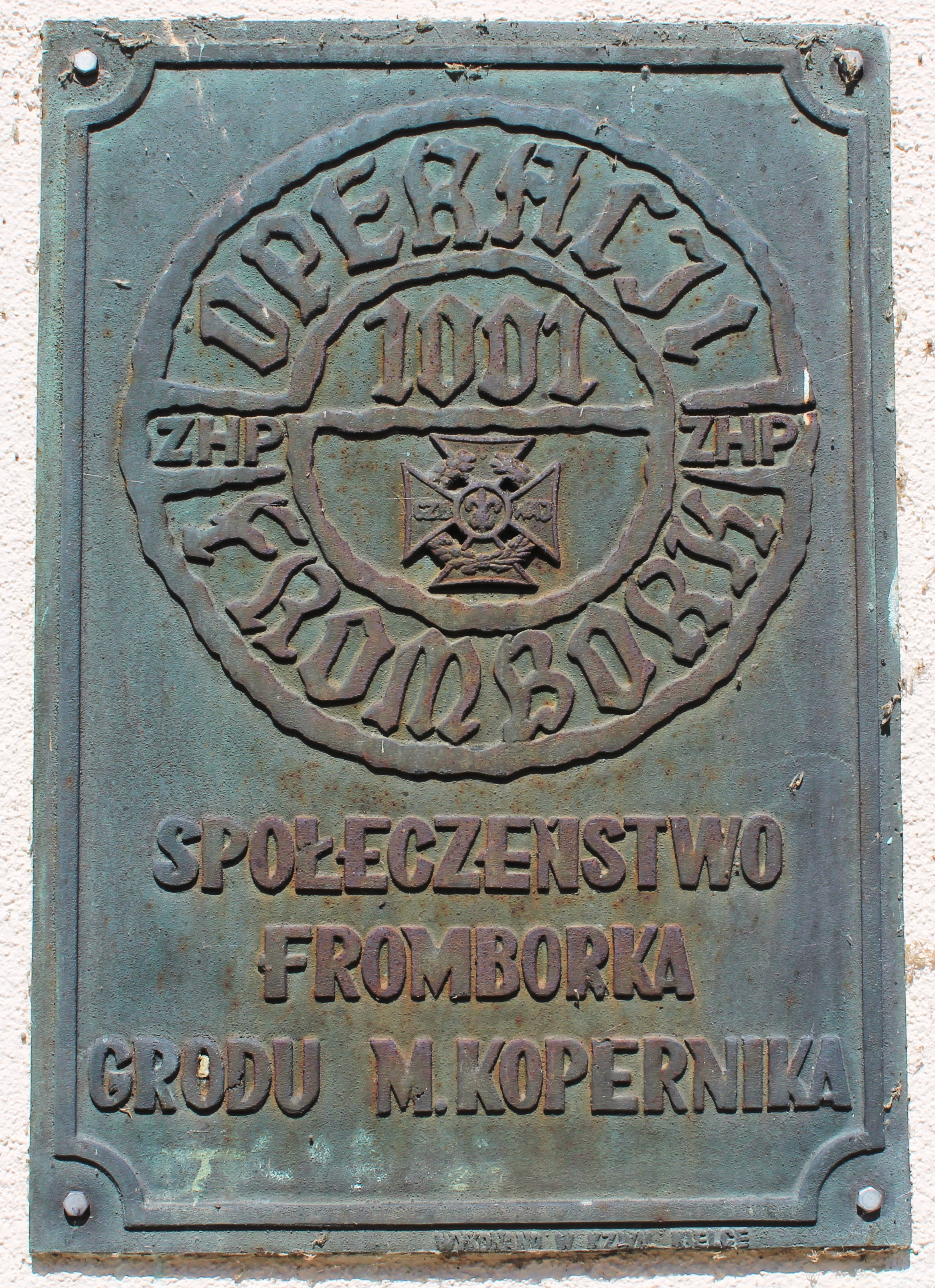
Tablica we Fromborku upamiętniająca Operację 1001-Frombork

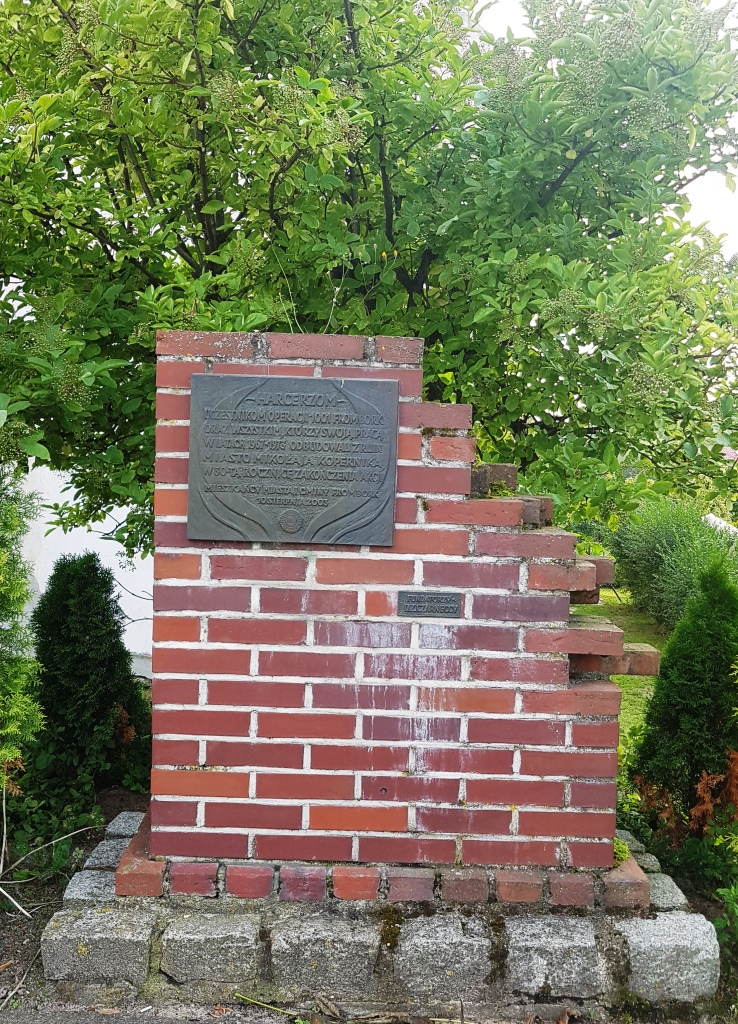
Tablica przy wieży wodnej poświęcona „Harcerzom uczestnikom operacji 1001 Frombork oraz wszystkim, którzy swoją pracą w latach 1967–1973 odbudowywali z ruin miasto Mikołaja Kopernika”

Operacja 1001-Frombork – harcerska akcja odbudowy zniszczonego podczas II wojny światowej Fromborka.

## Wybór miasta i ogłoszenie akcji
Na miejsce tej największej w dziejach polskiego harcerstwa akcji wybrano Frombork. Powodów takiej decyzji było kilka. Po II wojnie światowej miasto praktycznie nie istniało (na pewien czas, do 1959, utraciło nawet prawa miejskie). Zniszczenia wojenne pochłonęły 80% jego zabudowy. Najważniejszym powodem było jednak przygotowanie z wielkim rozmachem uroczystych obchodów 500-lecia urodzin Mikołaja Kopernika w roku 1973. Frombork, w którym przez wiele lat mieszkał i pracował Mikołaj Kopernik, gdzie zmarł i został pochowany, doskonale wpisywał się w propagandowo-polityczne działania władz do promocji rozkwitu państwa.
Pomysł akcji powstał w 1965 roku, a decyzja o jej podjęciu zapadła 29 marca 1966 w Olsztynie na naradzie z udziałem władz województwa olsztyńskiego i powiatu braniewskiego oraz miasta Fromborka. Byli również obecni Szef Urzędu Rady Ministrów, minister Janusz Wieczorek i Naczelnik ZHP Wiktor Kinecki.
Nazwa akcji miała nawiązywać do 1001 rocznicy powstania państwa polskiego, choć często za początek akcji podaje się zarówno rok 1966, jak i 1967.

## Przebieg
W latach 1966–1973 w ramach akcji Związku Harcerstwa Polskiego pod kryptonimem „Operacja 1001-Frombork” od 30 do 46 tysięcy instruktorów, harcerek i harcerzy ze szkół zawodowych i przyzakładowych prowadziło akcję odbudowy Fromborka. 2391 spośród nich za swoją pracę, trwającą co najmniej trzy turnusy, otrzymało najwyższe wyróżnienie – tytuł Honorowego Obywatela Fromborka (HOF). „Operacja 1001-Frombork” przygotowywała obchody 500. rocznicy urodzin Mikołaja Kopernika (Rok Kopernikański).
Akcja miała na celu odbudowanie miasta, które zostało poważnie zniszczone podczas II wojny światowej – kładziono ulice i chodniki, sadzono drzewka, odbudowywano budynki. Akcja była finansowana m.in. poprzez sprzedaż cegiełek („koperników”).
Kierownikiem akcji z ramienia Głównej Kwatery ZHP był Ireneusz Sekuła.

## Inspiracje dla innych akcji
„Operacja 1001-Frombork” stała się też inspiracją innych akcji podejmowanych przez Związek Harcerstwa Polskiego. W 1974 ZHP, wykorzystując fromborskie doświadczenia, podjął kolejną wielką akcję Operację Bieszczady 40. W latach 80. próbowano, bez większego już oddźwięku, reaktywować akcję we Fromborku pod kryptonimem „Operacja 2001 Frombork”.

## Upamiętnienie
Z okazji zbliżającej się 40. rocznicy zakończenia „Operacji 1001-Frombork”, na wniosek wiceprzewodniczącego ZHP hm. Rafała M. Sochy Rada Naczelna ZHP podjęła w dniu 18 listopada 2012 uchwałę, w której z uznaniem przyjęła inicjatywę spotkania osób wyróżnionych honorowym obywatelstwem Fromborka po 40 latach od zakończenia operacji. Wyraziła jednocześnie nadzieję, że spotkanie to będzie wielkim przeżyciem dla jego uczestników, a także szansą na poznanie dorobku ZHP i uroku miasta Kopernika przez współczesnych harcerzy. W uchwale złożono podziękowanie władzom samorządowym Fromborka za pamięć o operacji, życzliwość oraz wspieranie harcerskich działań.